# Arnaud d’Aux

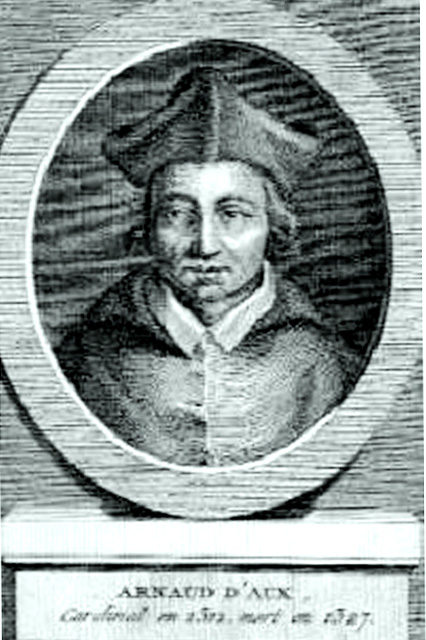
Arnaud d’Aux

Arnaud d’Aux (* zwischen 1260 und 1270 in La Romieu; † 1. September 1320 in Avignon) war ein französischer Kardinal.

## Leben
Arnaud d’Aux entstammte einer Adelsfamilie aus der Gegend von Montpellier und war ein Verwandter von Bertrand de Got, des späteren Papstes Clemens V. Zunächst studierte er in Agen, später Jura an der Universität Orléans und anschließend an der Universität Bologna.
Nach dem Tod seiner Eltern 1291 schlug er die kirchliche Laufbahn ein. Er wurde Kanoniker in Coutances und Comminges. Als Bertrand de Got Erzbischof von Bordeaux war, war er dessen Generalvikar. 1305 nahm er an der Krönung des neuen Papstes Clemens V. in Lyon teil. Er wurde mit einer diplomatischen Mission beim König von Frankreich betraut.
Am 4. November 1306 wurde er zum Bischof von Poitiers gewählt. Am 13. November weihte Leonardo Patrasso, Kardinalbischof von Albano, ihn zum Bischof und am 3. Mai wurde er inthronisiert. 1310 leitete er die Diözesansynode. 1311 wurde er Päpstlicher Kaplan. Zuvor war er vom Papst mit einer diplomatischen Mission beim französischen König Philipp IV. dem Schönen betraut worden. 1312 begleitete er Kardinal Arnaud Nouvel OCist nach England.
Am 23. Dezember 1312 ernannt der Papst ihn zum Kardinalbischof von Albano. Von 1313 bis 1320 war er Camerlengo der Heiligen Römischen Kirche. Er nahm am Konklave 1314–1316 teil, aus dem Papst Johannes XXII. hervorging.
Er ist in der von ihm gegründeten Kapelle in der Kirche Saint Pierre de la Romieu in der Nähe von Condom begraben.